# Sh2-50
Sh2-50 (également connue sous le nom de RCW 164) est une nébuleuse en émission visible dans la constellation de l'Écu.
Elle est située dans la partie sud-ouest de la constellation, à environ 2,5° à l'est de la célèbre nébuleuse de l'Aigle (M16). Elle s'étend pendant 35 minutes d'arc en direction d'un riche champ d'étoiles de la Voie lactée, en partie obscurci par de denses nuages de poussière. La période la plus propice à son observation dans le ciel du soir se situe entre juin et novembre. Étant à une déclinaison de 15 °S, son observation est légèrement facilitée par l'hémisphère sud.
C'est une grande région H II située sur le bras du Sagittaire à environ 1 700 pc (∼5 540 al) du système solaire. La source de son ionisation serait WR 115, une étoile Wolf-Rayet de magnitude apparente 11,84 située au centre du jeune amas ouvert Do 28. Les processus de formation d'étoiles au sein de la nébuleuse sont toujours actifs, ce qui met en évidence la présence de certaines sources de rayonnement infrarouge, parmi lesquelles il y a IRAS 18228-1447, et une source d'ondes radio.
Sh2-50 est située à la même distance que l'association Écu OB3, une brillante association OB comprenant l'amas Do 28 et une dizaine d'étoiles massives et brillantes. La composante la plus brillante est HD 169454, une hypergéante bleue de magnitude apparente 6,61 et de classe spectrale B1Ia+, où le + indique l'extrême luminosité intrinsèque de cette étoile, en fait l'une des plus brillantes connues. Au total, sept étoiles de classe B sont connues dans l'association, dont 5 sont des supergéantes, et trois de classe O. Près de HD 169454, il y a un nuage de gaz à grande vitesse, dont le mouvement dépend de l'expansion d'une bulle probablement causée par l'explosion d'une supernova proche. L'étoile explosive aurait été l'un des membres les plus massifs de l'association.